# 卡利尼夫卡 (布恰区)
50°24′56″N 29°46′56″E / 50.41556°N 29.78222°E
卡利尼夫卡（烏克蘭語：Калинівка）是位於烏克蘭北部的村莊，由基辅州布恰区的馬卡里夫市鎮負責管轄。該村面積11.9平方公里，海拔高度179米，2001年人口891，人口密度每平方公里74.8人。